# Mérath
Mérath (hindsky मेरठ, anglicky Meerut) je město v Uttarpradéši, jednom ze svazových států Indie. K roku 2011 měl zhruba 1,3 miliónu obyvatel.

## Poloha
Mérath leží v nadmořské výšce 226 metrů nad mořem přibližně 65 kilometrů severovýchodně od Dillí, hlavního města celé Indie. S tím má také přímé silniční spojení.

## Obyvatelstvo
| Rok      | 1847   | 1901    | 1951    | 1991    | 2001      | 2011      |
| Obyvatel | 29 014 | 118 539 | 233 183 | 753 778 | 1 068 772 | 1.305.429 |

Obyvatelé města mluví převážně hindsky a urdsky. Přibližně 61 % vyznává hinduismus a přibližně 36 % islám. Menšinově zastoupená náboženství jsou džinismus, křesťanství, sikhismus a buddhismus.